# Quercus argyrotricha
Quercus argyrotricha — вид рослин з родини букових (Fagaceae), поширений у Китаї.

## Опис
Дерево заввишки 10 метрів і більше. Кора гладка, блідо-сіра. Гілочки спочатку жовто-коричнево-вовнисті, стають голими. Листки шкірясті, від яйцюватих до зворотно-яйцюватих, 6.5–12 × 3–5 см; верхівка довго загострена; основа коса й округла; край зубчастий; верх темний, блискучий і голий; низ сріблясто зірчасто-вовнистий; ніжка листка вовниста, потім стає гладкою, завдовжки 1–2 см. Жолуді дозрівають 2 роки, поодинокі, широкояйцюваті або майже кулясті, 0.8–1.5 см у діаметрі, густо золотисто-жовто волохаті, сидячі або на короткій ніжці; чашечка 1–1.6 см у діаметрі, з 6–7(9) концентричними кільцями, охоплює 1/2 горіха.

## Середовище проживання
Китай (Гуйчжоу), приблизно 1600 метрів. Населяє широколисті вічнозелені ліси, росте на схилах гір і в долинах.